# Negril (album)
Negril è un album in studio del cantante reggae giamaicano Peter Tosh, pubblicato dalla House of Reggae nel 1997.

## Tracce
1. East Side, West Side – 3:47
2. Negril Sea Sunset – 5:23
3. I Shot the Sheriff – 5:03
4. Rasta – 5:21
5. Lighthouse – 6:05
6. Negril – 4:54
7. Red Ground Funk – 5:16
8. Honey Coral Rock – 3:49